# Bastió Social
Bastió Social (Bastion Social) va ser un moviment polític francès neofeixista fundat el 2017 per exmembres de l'associació estudiantil d'extrema dreta Groupe Union Défense. Inspirat pel partit italià CasaPound, amb el qual mantenen forts llaços, el moviment utilitza accions polítiques similars, com l'ocupació il·legal, les manifestacions i l'ajuda humanitària, i defensa la referència nacional. Bastió Social va intentar crear centres socials d'extrema dreta a França.

## Història
Bastió Social va ser fundat el 2017 per Steven Bissuel, expresident de la sucursal de GUD a Lió, i després es va estendre a altres ciutats franceses com Chambèri, Estrasburg, Ais de Provença, Clarmont i Marsella. Valentin Linder es va convertir en el seu nou líder el 2018.
Bastió Social i altres sis grups d'extrema dreta van ser prohibits pel president francès Emmanuel Macron el 24 d'abril de 2019, a causa de la participació de diversos dels seus membres en actes violenta. A partir de novembre de 2020, s'estan iniciant procediments judicials per a la "reconstitució d'un grup dissolt". Aquests nous grups feixistes es van complementar amb altres petits grups més antics, com els zouaves parisencs, L'Alvarium16 d'Angevin, els Tolosates a Tolosa, Des Tours et des lys a Tours i els Savoyards d'Edelweiss. Segons Médiapart, el 2020 comptava amb 15 delegacions locals.

### Condemnes
El 12 de desembre de 2017, el líder de la branca d'Estrasburg del Bastió Social va ser condemnat a 8 mesos de presó per l'agressió a un jove d'origen algerià. El 27 de juny de 2018, dos membres fundadors de la branca de Marsella van ser condemnats a 6 mesos de presó per l'agressió d'un gendarme fora de servei i un home negre de Guadalupe. L'octubre de 2018, un membre de la seu de Clermont-Ferrand va ser condemnat a 1 any de presó per dos atacs per motius racials.

## Ideologia
El grup està inspirat en el moviment italià CasaPound i està classificat com a “neofeixista” o extrema dreta radical. Es defineix com a “nacional-revolucionari”, contrari a l'ultraliberalisme, a la “immigració massiva” així com a la “assimilació” dels immigrants, que considera impossible. Defensant la idea de "preferència nacional", el grup utilitza l'ajuda humanitària com a vector de propaganda, per exemple donant menjars calents als sense sostre amb la condició que siguin "francesos", reivindicant una selecció en la seva seu social. Fan una política basada en el dret a la sang més que en el dret a la terra. A Lió, però, aquesta experiència solidària hauria acabat ràpidament segons la premsa local. Diversos dels membres del grup, inclòs el seu president, estan acusats de declaracions antisemites i d'enaltiment dels símbols nazis.
El grup advoca per “un rearrelament contra el desarrelament, la remigració contra la immigració” i manté un discurs xenòfob i antisemita.
A diferència de la GUD, el Bastió Social s'organitza de manera centralitzada i altament jeràrquica al voltant del seu president. Es finança a través d'empreses propietat dels seus membres, com a Lió on té tres marques situades al districte 5 de Lió, més concretamentun bar, un saló de tatuatges i una botiga de roba.
El seu lema és “Autonomia, identitat, justícia social”. El primer casal d'estiu de l'organització, celebrat l'any 2018 a prop d'Avallon, a Yonne, es va realitzar en memòria de François Duprat, un dels impulsors del nacionalisme revolucionari i de la negació de l'holocaust a França.